# Göran Herslow
Göran Herslow, född 20 april 1936 i Svedala församling, Malmöhus län, död 13 maj 2001, var en svensk industriman. Han var son till Carl Herslow (1911–1976) och bror till Carl P. Herslow.
Herslow blev civilekonom vid Handelshögskolan i Göteborg 1960 och var anställd vid Skandinaviska Banken i Stockholm 1960–62, Kockums Mekaniska Verkstads AB i Malmö 1962–69, direktör vid Perstorp AB 1970–75, blev direktör och chef för rördivisionen i Storfors Uddeholms AB 1975, chef för Uddeholms samlade rostfria stålverksamheter 1977, vice verkställande direktör och verkställande direktörens ställföreträdare 1979, vice verkställande direktör vid Asea 1981, verkställande direktör vid Kockums AB i Malmö 1982–86 och verkställande direktör vid Gorthon Invest AB från 1986.